# 切爾沃尼薩多克
48°19′15″N 35°3′26″E / 48.32083°N 35.05722°E
紅薩多克（烏克蘭語：Червоний Садок）是烏克蘭中部的村莊，隸屬第聶伯羅彼得羅夫斯克州的第聶伯羅區。該村處於莫克拉蘇拉河右岸，距離布拉茨凱0.5公里，海拔高度84米，2001年人口39。